# 스킥다주

스킥다주

스킥다주(아랍어: ولاية سكيكدة)는 알제리 북동부와 지중해 동부 연안에 위치한 주로, 주도는 스킥다이며 면적은 4,026km2, 인구는 904,195명(2008년 기준)이다.